# Michael Klim
Michael Klim, né le 13 juillet 1977 à Gdynia en Pologne, est un nageur naturalisé australien en 1989. Il connaît son heure de gloire aux championnats du monde organisés à Perth en 1998, où il remporte sept médailles dont quatre en or (200 m nage libre, 100 m papillon, relais 4 × 200 m nage libre et 4 × 100 m 4 nages). Toujours dans son pays d'adoption, il dispute les Jeux olympiques de 2000 à Sydney fort d'une collaboration engagée avec le Russe Alexander Popov. Dans l'épreuve du 4 × 100 m nage libre, il est le premier relayeur australien à s'élancer et, après les 100 m de son relais, bat le record du monde du tsar russe Popov (48 s 18 contre 48 s 21). Mais ce record n'est qu'éphémère puisque le Néerlandais Pieter van den Hoogenband passe sous la barre des 48 secondes trois jours plus tard lors de la demi-finale du 100 m nage libre. Par la suite, miné par les blessures, ses apparitions se font plus rares : il participe cependant aux Jeux d'Athènes en 2004 et aux championnats du monde en 2005 (Montréal) et 2007 (Melbourne). Il doit se résoudre à annoncer sa retraite sportive en juin 2007.
En 2011, il annonce son retour à la compétition, avec pour objectif de se qualifier pour les Jeux olympiques de Londres. Il échoue cependant lors des qualifications australiennes et prend définitivement sa retraite sportive.
Il a fondé et gère désormais une société de cosmétiques pour homme, basée à Melbourne. Il est également entraineur en chef de l'équipe de natation d'une université de cette ville.

## Palmarès

### Jeux olympiques
- Jeux olympiques de 1996 à Atlanta  États-Unis :
  -  Médaille de bronze du relais 4 × 100 m 4 nages
- Jeux olympiques de 2000 à Sydney  Australie :
  -  Médaille d'or du relais 4 × 100 m nage libre
  -  Médaille d'or du relais 4 × 200 m nage libre
  -  Médaille d'argent du 100 m papillon
  -  Médaille d'argent du relais 4 × 100 m 4 nages
- Jeux olympiques de 2004 à Athènes  Grèce :
  -  Médaille d'argent du relais 4 × 200 m nage libre

### Championnats du monde
Grand bassin :

- Championnats du monde 1998 à Perth  Australie
  -  Médaille d'or du 200 m nage libre
  -  Médaille d'or du 100 m papillon
  -  Médaille d'or du relais 4 × 200 m nage libre
  -  Médaille d'or du relais 4 × 100 m 4 nages
  -  Médaille d'argent du relais 4 × 100 m nage libre
  -  Médaille d'argent du 100 m nage libre
  -  Médaille de bronze du 50 m nage libre

- Championnats du monde 2001 à Fukuoka  Japon
  -  Médaille d'or du relais 4 × 100 m nage libre
  -  Médaille d'or du relais 4 × 200 m nage libre

- Championnats du monde 2005 à Montréal  Canada
  -  Médaille de bronze du relais 4 × 100 m nage libre

- Championnats du monde 2007 à Melbourne  Australie
  -  Médaille d'or du relais 4 × 100 m 4 nages (nage en série uniquement)

Petit bassin :

- Championnats du monde 1995 à Rio de Janeiro  Brésil
  -  Médaille d'or du relais 4 × 200 m nage libre
  -  Médaille d'argent du relais 4 × 100 m nage libre
  -  Médaille d'argent du relais 4 × 100 m 4 nages
  -  Médaille de bronze du 200 m nage libre
  -  Médaille de bronze du 100 m papillon
- Championnats du monde 1997 à Göteborg  Suède
  -  Médaille de bronze du 100 m nage libre
  -  Médaille de bronze du 100 m papillon
  -  Médaille de bronze du relais 4 × 100 m nage libre
  -  Médaille d'or du relais 4 × 200 m nage libre
  -  Médaille d'or du relais 4 × 100 m 4 nages
- Championnats du monde 1999 à Hong Kong  Chine
  -  Médaille d'argent du 100 m nage libre
  -  Médaille d'argent du 200 m nage libre
  -  Médaille d'argent du 100 m papillon
  -  Médaille d'or du relais 4 × 100 m nage libre
  -  Médaille d'or du relais 4 × 100 m 4 nages

### Jeux du Commonwealth
- Jeux du Commonwealth 2006 à Melbourne  Australie
  -  Médaille d'argent du 100 m papillon